# جيريمياه وادزورث
جيريمياه وادزورث (بالإنجليزية: Jeremiah Wadsworth)‏ هو سياسي أمريكي، ولد في 12 يوليو 1743 في هارتفورد في الولايات المتحدة، وتوفي بنفس المكان في 30 أبريل 1804. انتخب عضو مجلس النواب الأمريكي.